# Jelena Pavičić Vukičević
Jelena Pavičić Vukičević (Zagreb, 2. rujna 1975.) hrvatska je političarka koja je vršila dužnost zagrebačke gradonačelnice nakon smrti Milana Bandića od 28. veljače 2021. godine do 4. lipnja 2021. godine. Dužnost predsjednice stranke Bandić Milan 365 – Stranka rada i solidarnosti obnašala je od 28. veljače 2021. godine do 11. prosinca 2021. godine.

## Životopis
Studirala je komparativnu književnost na Filozofskom fakultetu u Zagrebu. Od 1999. do 2001. honorarna je suradnica u Leksikografskom zavodu Miroslav Krleža u redakciji Hrvatskog biografskog leksikona. Od 2000. do 2003. tajnica je Gradske organizacije SDP-a Zagreb. Od 2001. do 2005. gradska je zastupnica u Gradskoj skupštini Grada Zagreba te tajnica Kluba SDP-a. Od 2005. do 2008. gradska je zastupnica u Gradskoj skupštini Grada Zagreba, predsjednica Kluba SDP-a te predsjednica Zajedničkog kluba SDP–HSS–HSU. Od 2003. do 2007. zastupnica je SDP-a u 5. sazivu Hrvatskog sabora.
Nakon što se nije našla na listi kandidata za 6. saziv Sabora, zagrebački gradonačelnik Milan Bandić izjavio je da neće dozvoliti da Pavičić Vukičević "završi na ulici", te je 2008. postavljena na mjesto pročelnice Gradskog ureda za obrazovanje, kulturu i šport. To mjesto držala je do 2009. Godine 2008. izbila je afera kad je Jutarnji list otkrio da su članovi njezine obitelji, uključujući i njezinog supruga, sestru i majku, našli zaposlenje u Gradu i Zagrebačkom holdingu. Od 2011. do 2013. članica je Savjeta Sveučilišta u Zagrebu te članica Hrvatske delegacije promatrača u Odboru regija pri Europskom parlamentu, a 2013. godine, kada Hrvatska postaje članica Europske unije, postaje članica Hrvatske delegacije u Odboru regija pri Europskom parlamentu.

### Obnašateljica dužnosti gradonačelnika Zagreba
Nakon smrti Milana Bandića 28. veljače 2021. Pavičić Vukičević postala je obnašateljica dužnosti gradonačelnika Zagreba i v.d. predsjednika Bandićeve stranke Bandić Milan 365 – Stranka rada i solidarnosti. Dana 11. ožujka izjavila je da i pravomoćno postaje predsjednica BM 365. 18. ožujka objavila je kandidaturu za mjesto gradonačelnika na predstojećim lokalnim izborima.
Pavičić Vukičević naslijedila je Zagreb 2020. godine teško oštećen višestrukim nedaćama zagrebačkog potresa, pandemije koronavirusa, poplave i napokon petrinjskog potresa. Potresi su gradu nanijeli više od 86 milijardi kuna materijalne štete i odnijeli jedan život. Njezin prethodnik i dugogodišnji bliski suradnik i šef Milan Bandić našao se na meti kritike zbog sporog i nekoordiniranog pristupa obnovi. Unatoč tomu, Pavičić Vukičević podržala je Bandića i izjavila da će nastaviti s njegovom ostavštinom te je odlučila zadržati Bandićevo ime u imenu stranke.
Prvi korak Pavičić Vukičević u obnovi grada nakon potresa bio je naredba rušenja istočne tribine Maksimirskog stadiona. Renovacija, rekonstrukcija ili rušenje Maksimirskog stadiona bilo je jedan od Bandićevih planova te je rušenje istočne tribine kritizirano kao predizborni potez.
Pavičić Vukičević je također planirala završiti Bandićev dugogodišnji projekt obnove Sljemenske žičare, vožnja kojom će, prema njezinom navodu, biti besplatna.